# Tuyến Wolgot–Pangyo
Tuyến Wolgot–Pangyo (tiếng Hàn: 월곶–판교선; Hanja: 月串–板橋線) là tuyến tàu điện tương lai mở cửa vào 2027.

## Ga
Dưới là danh sách nhà ga có thể thay đổi theo kế hoạch xây dựng và nhiều nguồn tin có thể gây nhầm lẫn.
| Số Ga | Tên ga Tiếng Anh  | Tên ga Hangul | Tên ga Hanja | Chuyển đổi                      | Khoảng cách bằng km | Tổng khoảng cách | Vị trí      | Vị trí | Vị trí |
|       | Wolgot            | 월곶          | 月串         | Tuyến Suin                      | -                   | 0.0              | Siheung     |        |        |
|       | Siheung City Hall | 시흥시청      | 始興市廳     | Tuyến Sinansan Tuyến Sosa–Wonsi |                     |                  | Siheung     |        |        |
|       | Gwangmyeong       | 광명          | 光明         | Tuyến Sinansan                  |                     |                  | Gwangmyeong |        |        |
|       | Anyang            | 안양          | 安養         |                                 |                     |                  | Anyang      |        |        |
|       | Bisan             | 비산          | 飛山         |                                 |                     |                  | Anyang      |        |        |
|       | Indeogwon         | 인덕원        | 仁德院       |                                 |                     |                  | Anyang      |        |        |
|       | Uiwang–Cheonggye  | 의왕청계      | 義王淸溪     |                                 |                     |                  | Uiwang      |        |        |
|       | Seopangyo         | 서판교        | 西板橋       |                                 |                     |                  | Seongnam    |        |        |
|       | Pangyo            | 판교          | 板橋         | Tuyến Yeoju                     |                     |                  | Seongnam    |        |        |